# Segréis de Lisboa
Segréis de Lisboa é um grupo de música antiga. É constituído por uma formação variável de cantores e instrumentistas.

## Percurso
O grupo Segréis de Lisboa foi fundado em 1972 por Manuel Morais.
O grupo é constituído por uma formação variável de cantores e instrumentistas, cuja preocupação essencial se traduz em fazer reviver a Música Antiga com a maior autenticidade, e visam principalmente a recuperação da música portuguesa e espanhola dos séculos XIII ao XIX.
Em 1991 receberam a Medalha de Mérito Cultural da Secretaria de Estado da Cultura.
Pelo "disco Música Maneirista Portuguesa - Cancioneiro Musical de Belém" receberam um Prix Choc da Revista Le Monde de la Musique (nº 201, Julho-Agosto de 1996.

## Elementos
- Manuel Morais
- Catarina Latino
- Fernando Serafim

## Discografia
- Música Ibérica da Idade Média e do Renascimento (EMI / Valentim de Carvalho)
- A Música no Tempo de Camões (EMI-VC)
- La Portingaloise: Música no Tempo dos Descobrimentos (Movieplay, 1994)
- Música de Salão no Tempo de D. Maria (Movieplay, 1994)
- Música Maneirista Portuguesa - Cancioneiro Musical de Belém
- Modinhas e Lunduns dos Séculos XVIII e XIX (Movieplay, 1997)
- Saudade, Amor e Morte nos Cancioneiros dos Séculos XV ao XVIII (Polygram)
- Música Sacra de João de Sousa Carvalho, José Joaquim dos Santos e Luciano Xavier dos Santos (Movieplay) - com o Coro de Câmara da Universidade de Salamanca
- Música no Tempo de D. João V: Cantatas Humanas a Solo e a Duo (Movieplay)
- Música Sacra-Carlos Seixas (Portugaler)
- Música para o Teatro de Gil Vicente 1502-1536 (Portugaler 2007-2)